# Rejugabilidad
La rejugabilidad o valor de rejuego (del inglés replay value) es un término usado en videojuegos y juegos de mesa para describir el potencial que tiene un título de seguir siendo jugado después de que se termine la primera vez. La rejugabilidad está basada en los gustos individuales, por lo que alguien podría volver a jugarlo por la música, los gráficos, o las mecánicas de juego, o simplemente por la lealtad a la marca. Los ambientes dinámicos, una inteligencia artificial que represente un reto o que haya diversas formas de completar objetivos fomentan la rejugabilidad.

## Factores que pueden influir en la rejugabilidad

### Argumento
Un juego con un argumento lineal suele tener menor rejugabilidad debido las opciones limitadas que el personaje puede hacer. Los videojuegos que ofrecen mayor cantidad de opciones para mostrar lo que puede lograr el jugador, tales como videojuegos de estrategia, simuladores de construcción y administración, tienden a tener un mayor valor de rejugabilidad ya que cada vez que se juega se realiza de manera diferente. Un buen ejemplo sería el videojuego Heavy Rain, cuyo argumento ofrece múltiples ramas que determinan el destino de todos sus protagonistas, dependiendo de las elecciones que tome el jugador en determinadas escenas, lo que obliga a completar el juego un número elevado de veces para visionar todos los finales posibles.

### Múltiples personajes
Esta es la capacidad de jugar con diferentes personajes cada vez a través del juego. Por ejemplo, el videojuego Diablo le permite escoger al jugador uno de los tres diferentes personajes: guerrero, ladrón o mago. Los videojuegos RPG pueden tener un buen nivel de rejugabilidad, aunque su argumento sea esencialmente lineal.

### Caminos alternativos
En algunos videojuegos se le da al jugador la opción de seguir una ruta a través del juego. Un buen ejemplo es Castlevania III: Dracula's Curse, el héroe Trevor Belmont puede escoger el camino que lo llevará al castillo de Dracula. Adicionalmente, la ruta que escoja le puede permitir encontrar a tres diferentes compañeros.

### Contenido y personajes desbloqueables
Algunas veces al terminar el videojuego o al completar ciertos retos, al jugador se le permite utilizar a varios PNJ del videojuego o personajes nuevos. Por ejemplo, en Baldur's Gate: Dark Alliance el guardabosques Drizzt Do'Urden es un personaje desbloqueable. Otros ejemplos de contenido desbloqueable incluyen arte, música, cortos de detrás de escena, entrevistas con los productores, artistas o talentos de voces. 

### Finales alternativos
Una de las formas más comunes de incrementar el valor de rejugabilidad es ofrecer en el videojuego múltiples finales. Estos finales están basados en las decisiones que tome el jugador durante el juego. El videojuego Chrono Trigger tiene 13 diferentes finales.

### Multijugador
Es el factor de rejugabilidad más común de los juegos de disparos, RPG y de deportes, dado que muchas veces están impulsados por el modo multijugador. Depende de la calidad de estos, se puede extender en demasía la vida jugable del juego.